# Renato Mazzolani
Renato Mazzolani (Forlì, 27 marzo 1887 – La Spezia, 24 febbraio 1945) è stato un marinaio e militare italiano.

Prese parte alla Guerra italo-turca, alla prima guerra mondiale e alla Guerra d'Etiopia. Durante la seconda guerra mondiale partecipò alla battaglia di Capo Matapan, e dopo l'armistizio dell'8 settembre 1943, come Capitano del C.R.E.M. entrò nella Resistenza italiana. 

Morto suicida in carcere per non rivelare informazioni, fu decorato con la Medaglia d'oro al valor militare alla memoria.

## Biografia
Nacque a Forlì il 27 marzo 1887, e si arruolò come volontario nella Regia Marina nel novembre 1903, partecipando al conflitto italo-turco come capo cannoniere di 2ª Classe. Dopo aver preso parte alla prima guerra mondiale, nel 1921 fu promosso al grado di Capo di 2ª classe. 

Tra l'ottobre 1935 e il marzo 1936 partecipò al conflitto italo-etiopico, conseguendo nel corso del 1936 la promozione a Sottotenente del C.R.E.M.
Imbarcato sull'incrociatore pesante Fiume  partecipa alla seconda guerra mondiale, combattendo durante la battaglia di Capo Matapan (28 marzo 1941), riportando numerose ferite nel corso dell'azione che portò all'affondamento dell'unità su cui si trovava imbarcato. Dopo sei giorni alla deriva su una zattera, fu recuperato e messo in salvo dalla nave ospedale Gradisca. 

Promosso capitano, nel maggio 1941 prestò prima servizio al Distaccamento Marina di Venezia e, dal gennaio 1942, presso la caserma Ugo Botti situata nel Muggiano a La Spezia, con l'incarico di Aiutante maggiore.
L'8 settembre del 1943,  all'annuncio dell'armistizio, fece atto di rinuncia al suo incarico, ed entrò nel Fronte Militare Clandestino della resistenza.

A partire dal maggio 1944 il Fronte Militare Clandestino iniziò a trasformarsi nelle Squadre di azione patriottica (S.A.P.), che nel corso dell'estate dello stesso anno iniziarono a dotarsi di un unico comando con il C.L.N.P. di La Spezia. Diventato responsabile del movimento clandestino S.A.P. di Giustizia e Libertà della città della Spezia e nei paesi del Golfo, ricoprì tale incarico fino al mese di dicembre, quando fu arrestato in seguito a una delazione, ed incarcerato.  Per cinque mesi fu sottoposto a sevizie, brutalità e minacciato dell'uccisione dell'amatissima figlia nel carcere dell'ex caserma dell'XXI Reggimento, 24 febbraio 1945, a due mesi dalla liberazione, si tolse la vita per evitare di rivelare informazioni.

Fu decorato con Medaglia d'oro al valor militare alla memoria.

### Periodici
- Lorenzo Paggi, Fiorentina Lertora, Loranzo Vincenzi, Le Forze Armate nella Resistenza, Savona, Istituto Storico della Resistenza e dell'Età Contemporanea della Provincia di Savona, aprile 2004.